# Ahl Tifnoute
Ahl Tifnoute (en àrab أهل تفنوت, Ahl Tifnūt; en amazic ⴰⵀⵍ ⵜⴰⴼⵏⵓⵜ) és una comuna rural de la província de Taroudant, a la regió de Souss-Massa, al Marroc. Segons el cens de 2014 tenia una població total de 5.910 persones.